# Blauäugig (1996)
Blauäugig (Originaltitel: Blue Eyed) ist ein Dokumentarfilm von Bertram Verhaag über die Workshops der US-amerikanischen Lehrerin und Anti-Rassismus-Aktivistin Jane Elliott. Der Film berichtet darüber, wie sie in diesen Workshops den Teilnehmern, unter deren Mitwirkung, anschaulich und unmittelbar die Lebenserfahrungen von diskriminierten Minderheiten wie People of Colour, Behinderten, Homosexuellen, Migranten und anderen benachteiligten Gruppen der Gesellschaft vermittelt.

## Inhalt
Die Dokumentation über Jane Elliott und ihr Workshop-Konzept wurde von dem Münchener Filmemacher Bertram Verhaag 1995 in den USA hergestellt und zeigt den Verlauf eines solchen Workshops mit einer Erwachsenengruppe wie auch das sozialpsychologische Experiment mit einer Schulklasse aus dem Jahr 1970 mit dem Interview einer Teilnehmerin später als Erwachsene, dazu Teile von Präsentationen und Interviews mit Jane Elliott.

## Auszeichnungen
Der Film erhielt 1997 den Preis des Palm Springs International Film Festivals für Dokumentarfilme sowie den Civis Fernsehpreis und den Preis der Civis Jugendjury. Bei den Academy Awards 1996 wurde Blue Eyed mit einer Lobenden Erwähnung prämiert. Auf dem Internationalen Dokumentarfilmfestival Leipzig wurde er mit dem Findlingspreis ausgezeichnet. Weitere Preise: Publikumspreis beim Amsterdam International Documentary Film Festival 1996, Bronze Plaque Award beim Columbus International Film & Video Festival 1996, IDA Award von der International Documentary Association 1996, One Future Prize (Lobende Erwähnung) beim Film Festival München 1996, Documentary Award beim Central Florida Film & Video Festival 1997, Creative Excellence Award beim US International Film and Video Festival 1997.